# Юрий Ковтун
Юрий Михайлович Ковтун е бивш руски футболист. Играл е като защитник. Има 50 мача, 2 гола и 1 автогол за Русия.

## Кариера
Кариерата на Ковтун започва в Луч в родния му град Азов. Там играе един сезон, след което е купен от СКА Ростов. След това играе 3 сезона във ФК Ростов. През 1992 помага на тима да вземе 8 място в шампионата на Русия. През 1993 преминава в московския Динамо. Той става ключов играч в отбора и печели място в националния отбор. Играе на европейското първенство през 1996. 
През 1999 преминава в Спартак Москва и успява бързо да се наложи в отбора. Под ръководството на Олег Романцев Юрий е твърд титуляр в Спартак и руския национален отбор. През 2002 участва на световното първенство в Япония и Република Корея, но „Сборная“ отпада още в групите. 
В продължение на 7 сезона Ковтун играе в Спартак. През 2006 г. прекратява договора си с клуба по взаимно съгласие. После играе в Алания, където е и капитан. Завършва кариерата си в МВД России през 2007, като до 2009 е и старши треньор на отбора. През 2012 играе в ЛФЛ за Арсенал Тула и записва 7 мача.